# Aframomum subsericeum
Aframomum subsericeum är en enhjärtbladig växtart som först beskrevs av Daniel Oliver och D.Hanb., och fick sitt nu gällande namn av Karl Moritz Schumann. Aframomum subsericeum ingår i släktet Aframomum och familjen Zingiberaceae.

## Underarter
Arten delas in i följande underarter:
- A. s. glaucophyllum
- A. s. subsericeum